# Кофа (Рагуза)
Кофа је насеље у Италији у округу Рагуза, региону Сицилија.
Према процени из 2011. у насељу је живело 20 становника. Насеље се налази на надморској висини од 332 м.